# 中野美紀
中野 美紀（なかの みき、1964年5月25日 - ）は、1980年代前期に活動していた日本のアイドル歌手。本名は同じ。愛称は「ミッチ」。

## 来歴・人物
千葉県出身。ただし一部資料においては福岡県北九州市出身とされている。血液型O型。公表されていたサイズは身長155cm、B78cm、W55cm、H82cm（1982年当時）。デビュー当時は潤徳女子高等学校に在学していた。中学生・高校生時代と部活は演劇部。
『スター誕生!』第35回決戦大会にて合格となり、最優秀賞を受賞。同大会合格者の小泉今日子ともども、ビクター音楽産業の専属歌手になる。所属事務所はビクター芸能音楽。

## ディスコグラフィ
- 未経験（発売日：1982年3月1日、SV-7915）作詞：松宮恭子　作曲：松宮恭子　編曲：萩田光雄
  - B面：「愛・未満」作詞・曲：松宮恭子　編曲：松井忠重

- 破れたダイアリー（発売日：1983年4月、SV-7299） 作詞：吉岡治　作曲：岸本健介　編曲：高田弘
  - B面：「白と黒」作詞・曲：松宮恭子　編曲：萩田光雄

## 出演番組
- 真夜中ギンギラ大放送（ラジオ関西）